# Uno-X Mobility
L'equip Uno-X Pro Cycling Team (codi UCI: UXT) és un equip ciclista noruec de categoria UCI ProTeam. Creat el 2017 amb un conveni entre els equips Lillehammer Cykleklubb (LCK) i Ringerike Sykkelklubb (RSK), està dirigit per l'exciclista Kurt Asle Arvesen.

## Principals victòries
- Fyn Rundt: Audun Brekke Fløtten (2017)
- Gylne Gutuer: Kristoffer Skjerping (2019)

### Campionats nacionals
- Campionat de Noruega en ruta: 2022 (Rasmus Tiller), 2023 (Fredrik Dversnes), 2024 (Markus Hoelgaard)
- Campionat de Noruega en contrarellotge: 2019 i 2020 (Andreas Leknessund), 2023 i 2024 (Søren Wærenskjold)
- Campionat de Suècia en ruta: 2014 (Michael Olsson)

## Classificacions UCI
A partir del 2017 l'equip participa en les proves dels circuits continentals i principalment en les curses del calendari de l'UCI Europa Tour.
UCI Europa Tour
| Temporada | Classificació per equips | Millor ciclista en la classificació individual |
| --------- | ------------------------ | ---------------------------------------------- |
| 2017      | 73è                      | Audun Brekke Fløtten (197è)                    |
| 2018      | 52è                      | Torjus Sleen (462è)                            |
| 2019      | 26è                      | Andreas Leknessund (191è)                      |
| 2020      | 26è                      | Andreas Leknessund (101è)                      |
| 2021      | 4t                       | Rasmus Tiller (79è)                            |

El 2016 la Classificació mundial UCI passa a tenir en compte totes les proves UCI. Durant tres temporades existeix paral·lelament amb la classificació UCI World Tour i els circuits continentals. A partir del 2019 substitueix definitivament la classificació UCI World Tour.
| Temporada | Classificació per equips | Millor ciclista en la classificació individual |
| --------- | ------------------------ | ---------------------------------------------- |
| 2017      | -                        | Audun Brekke Fløtten (391è)                    |
| 2018      | -                        | Tobias Foss (682è)                             |
| 2019      | 49è                      | Andreas Leknessund (228è)                      |
| 2020      | 25è                      | Andreas Leknessund (122è)                      |
| 2021      | 23è                      | Rasmus Tiller (95è)                            |

## Composició de l'equip 2024
| Llista de l'equip 2024                    | Llista de l'equip 2024 | Llista de l'equip 2024                    | Llista de l'equip 2024 |
| Ciclista                                  | Data de naixement      | Equip previ                               |                        |
| ----------------------------------------- | ---------------------- | ----------------------------------------- | ---------------------- |
| Jonas Abrahamsen                          | 20 de setembre de 1995 | Ringeriks-Kraft (2016)                    |                        |
| Idar Andersen                             | 30 de abril de 1999    | Gauldal Sykleklubb (2017)                 |                        |
| Louis Bendixen                            | 23 de juny de 1995     | Team Coop (2022)                          |                        |
| Erlend Blikra                             | 11 de gener de 1997    | Team Coop (2019)                          |                        |
| William Blume Levy                        | 14 de gener de 2001    | ColoQuick (2021)                          |                        |
| Carl-Frederik Bévort                      | 24 de novembre de 2003 | Uno-X DARE Development (2023)             |                        |
| Magnus Cort Nielsen                       | 16 de gener de 1993    | EF Education-EasyPost (2023)              |                        |
| Fredrik Dversnes                          | 20 de març de 1997     | Team Coop (2021)                          |                        |
| Stian Fredheim                            | 23 de març de 2003     | Uno-X DARE Development (2022)             |                        |
| Tord Gudmestad                            | 8 de maig de 2001      | Team Coop (2021)                          |                        |
| Markus Hoelgaard                          | 4 de octubre de 1994   | Lidl-Trek (2023)                          |                        |
| Ådne Holter                               | 8 de juliol de 2000    | Lillehammer Cykleklubb (2021)             |                        |
| Jonas Iversby Hvideberg                   | 9 de febrer de 1999    | Team DSM-Firmenich (2023)                 |                        |
| Anders Halland Johannessen                | 23 de agost de 1999    | Uno-X DARE Development (2021)             |                        |
| Tobias Halland Johannessen                | 23 de agost de 1999    | Uno-X DARE Development (2021)             |                        |
| Alexander Kristoff                        | 5 de juliol de 1987    | Intermarché-Wanty-Gobert Matériaux (2022) |                        |
| Johannes Kulset                           | 14 de abril de 2004    | Uno-X DARE Development (2023)             |                        |
| Magnus Kulset                             | 18 de agost de 2000    | Uno-X DARE Development (2022)             |                        |
| Niklas Larsen                             | 22 de març de 1997     | ColoQuick (2019)                          |                        |
| Andreas Leknessund                        | 21 de maig de 1999     | Team DSM-Firmenich (2023)                 |                        |
| Sakarias Koller Løland                    | 20 de setembre de 2001 | Uno-X DARE Development (2023)             |                        |
| Erik Nordsæter Resell                     | 28 de setembre de 1996 | Lillehammer Cykleklubb (2016)             |                        |
| Marcus Hansen                             | 25 de agost de 2000    | Uno-X DARE Development (2022)             |                        |
| Anders Skaarseth                          | 7 de maig de 1995      | Joker Icopal (2017)                       |                        |
| Rasmus Tiller                             | 28 de juliol de 1996   | NTT Pro Cycling (2020)                    |                        |
| Martin Bugge Urianstad                    | 6 de febrer de 1999    | Stavanger Sykleklubb (2018)               |                        |
| Rasmus Bøgh Wallin                        | 2 de gener de 1996     | Restaurant Suri-Carl Ras (2023)           |                        |
| Søren Wærenskjold                         | 12 de març de 2000     | Joker Fuel of Norway (2020)               |                        |
| Sindre Kulset                             | 7 de agost de 1998     | Ringerike Sykkelklubb (2017)              |                        |
| Odd Christian Eiking (8 de feb–31 de des) | 28 de desembre de 1994 | EF Education-EasyPost (2023)              |                        |
|                                           |                        |                                           |                        |
| Font: ProCyclingStats                     |                        |                                           |                        |